# Liophis
Liophis és un gènere de serps de la família Colubridae del continent americà.

## Taxonomia
- Liophis almadensis (Wagler, 1824)
- Liophis amarali Wettstein, 1930
- Liophis anomalus (Günther, 1858)
- Liophis atraventer Dixon i Thomas, 1965
- Liophis breviceps Cope, 1861
- Liophis carajasensis Cunha, Nascimento i Ávila-Pires, 1985
- Liophis cobella (Linnaeus, 1758)
- Liophis cursor (Lacépède, 1789)
- Liophis epinephelus Cope, 1862
- Liophis dilepis (Cope, 1862)
- Liophis festae (Peracca, 1897)
- Liophis flavifrenatus (Cope, 1862)
- Liophis frenatus (Werner, 1909)
- Liophis jaegeri (Günther, 1858)
- Liophis janaleeae Dixon, 2000
- Liophis leucogaster Jan, 1863
- Liophis lineatus (Linnaeus, 1758)
- Liophis maryellenae Dixon, 1985
- Liophis melanotus (Shaw, 1802)
  - Liophis melanotus melanotus (Shaw, 1802)
  - Liophis melanotus nesos Dixon i Michaud, 1992
- Liophis meridionalis (Schenkel, 1901)
- Liophis miliaris (Linnaeus, 1758)
- Liophis mossoroensis Hoge i Lima-Verde, 1972
- Liophis ornatus (Garman, 1887)
- Liophis paucidens (Hoge, 1953)
- Liophis perfuscus Cope, 1862
- Liophis poecilogyrus (Wied, 1824)
- Liophis reginae (Linnaeus, 1758)
  - Liophis reginae reginae (Linnaeus, 1758)
  - Liophis reginae zweifeli (Roze, 1959)
- Liophis sagittifer (Jan, 1863)
- Liophis taeniogaster Jan, 1863
- Liophis triscalis(Linnaeus, 1758)
- Liophis typhlus (Linnaeus, 1758)
- Liophis viridis Günther, 1862
- Liophis vitti Dixon, 2000